# (6482) Steiermark
(6482) Steiermark ist ein Asteroid des äußeren Hauptgürtels, der vom deutschen Astronomen Freimut Börngen am 10. Januar 1989 am Karl-Schwarzschild-Observatorium (IAU-Code 033) im Tautenburger Wald entdeckt wurde. Sichtungen des Asteroiden hatte es vorher schon am 15. und 16. März 1978 unter der vorläufigen Bezeichnung 1978 EP10 am Palomar-Observatorium in Kalifornien gegeben.
Der Asteroid gehört zur Themis-Familie, einer Gruppe von Asteroiden, die nach (24) Themis benannt wurde. Die zeitlosen (nichtoskulierenden) Bahnelemente von (6482) Steiermark sind fast identisch mit denjenigen von fünf kleineren (wenn man von der Absoluten Helligkeit von 15,1, 15,9, 16,6, 16,6 und 17,0 gegenüber 13,5 ausgeht) Asteroiden: (118977) 2000 WQ183, (269633) 2011 AJ44, (284347) 2006 RT71, (345608) 2006 SD178 und (354737) 2005 SQ279.
Die Bahn von (6482) Steiermark wurde 1995 gesichert, so dass eine Nummerierung vergeben werden konnte. Am 7. November desselben Jahres wurde der Asteroid auf Vorschlag von Freimut Börngen nach dem Bundesland der Republik Österreich Steiermark benannt.